# Catharina van Durbuy
Catharina van Durbuy (gestorven 26 september 1328) was de dochter van Gerard van Luxemburg en Machteld van Kleef. Ze was tweemaal getrouwd met een burggraaf van Zeeland: ±1280 met Albert van Voorne (†1287) en in 1297 met Wolfert I van Borselen (†1299), twee belangrijke edellieden in Holland en Zeeland. Als vrouwe van Voorne, vrouwe van Teilingen en burggravin van Zeeland was zij een prominente vrouw in dit gebied. 
Ze wordt genoemd als de vermoedelijke minnares van graaf Floris V van Holland. Dit is echter een speculatie van historici, waaronder Fruin, welke nauwelijks door bronnen wordt gesteund. 